# Oberhelfenschwil
Oberhelfenschwil es una comuna suiza del cantón de San Galo, ubicada en el distrito de Toggenburgo. Limita al norte con la comuna de Ganterschwil, al este con Neckertal, al sur con Wattwil y Lichtensteig, y al oeste con Bütschwil.

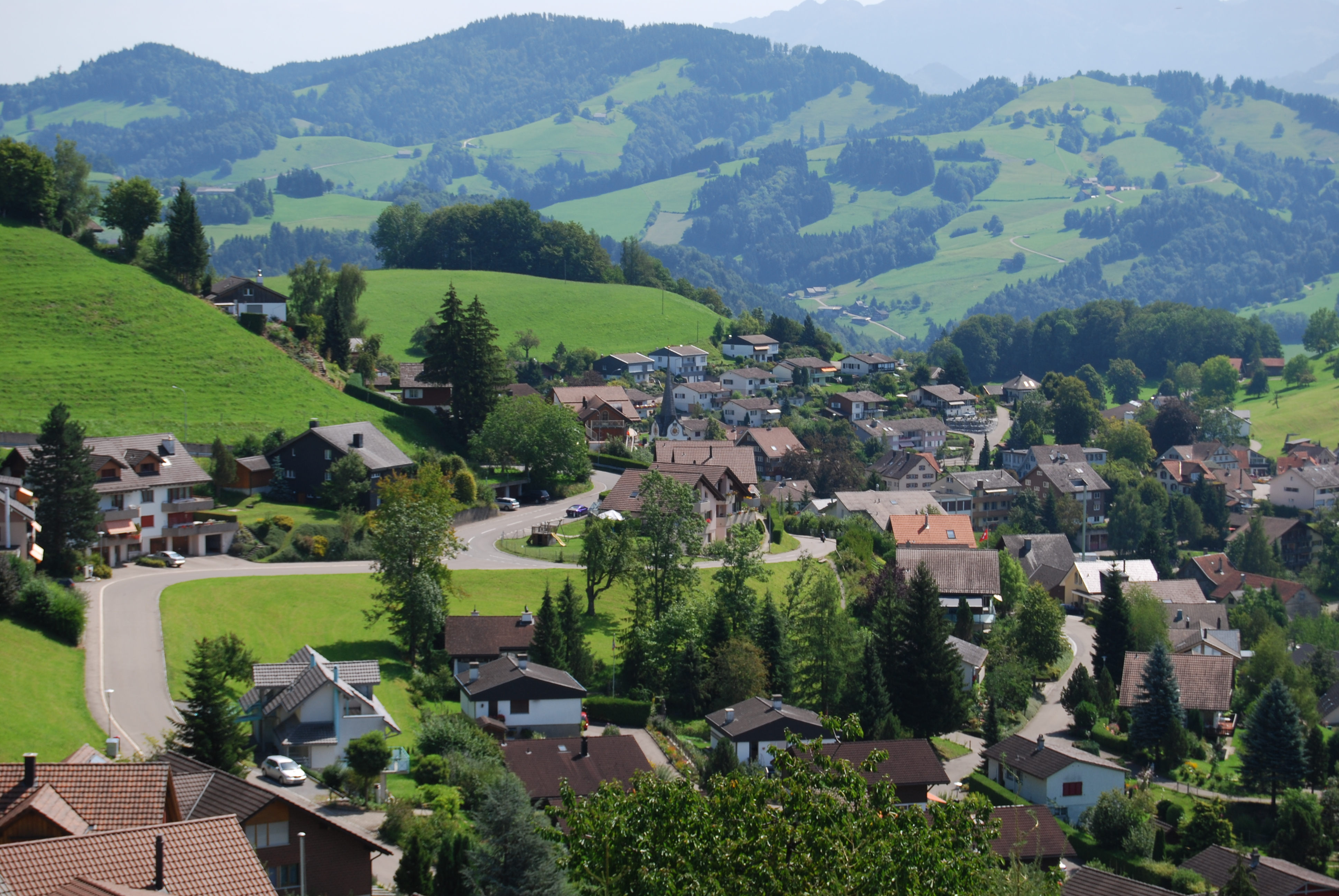
Oberhelfenschwil